# Halowe Mistrzostwa Świata w Lekkoatletyce 2018 – bieg na 1500 m kobiet
Bieg na 1500 metrów kobiet – jedna z konkurencji biegowych rozgrywanych podczas halowych lekkoatletycznych mistrzostw świata w National Indoor Arena w Birmingham.
Tytułu mistrzowskiego nie obroniła Holenderka Sifan Hassan, która zdobyła brązowy medal. Po złoto sięgnęła reprezentantka Etiopii Genzebe Dibaba.

## Terminarz
| Data    | Godzina |            |
| ------- | ------- | ---------- |
| 2 marca | 19:42   | Eliminacje |
| 3 marca | 20:39   | Finał      |

## Wyniki
| WR – rekord świata \| CR – rekord mistrzostw świata \| NR – rekord kraju \| AR – rekord kontynentu \| WL – najlepszy wynik na listach światowych w sezonie 2018 \| SB – najlepszy wynik w sezonie \| PB – rekord życiowy |

### Eliminacje
Awans: Dwie najlepsze z każdego biegu (Q) oraz troje z najlepszymi czasami wśród przegranych (q).
Źródło: IAAF
| Pozycja | Bieg | Zawodniczka         | Reprezentacja     | Czas    | Uwagi |
| ------- | ---- | ------------------- | ----------------- | ------- | ----- |
| 1.      | 3    | Sifan Hassan        | Holandia          | 4:05,46 | Q,    |
| 2.      | 3    | Winny Chebet        | Kenia             | 4:05,81 | Q,    |
| 3.      | 3    | Rababe Arafi        | Maroko            | 4:06,12 | q     |
| 4.      | 3    | Shelby Houlihan     | Stany Zjednoczone | 4:06,21 | q,    |
| 5.      | 1    | Genzebe Dibaba      | Etiopia           | 4:06,25 | Q     |
| 6.      | 1    | Laura Muir          | Wielka Brytania   | 4:06,54 | Q     |
| 7.      | 1    | Aisha Praught Leer  | Jamajka           | 4:07,51 | q     |
| 8.      | 2    | Beatrice Chepkoech  | Kenia             | 4:09,12 | Q     |
| 9.      | 2    | Colleen Quigley     | Stany Zjednoczone | 4:09,31 | Q,    |
| 10.     | 2    | Kate van Buskirk    | Kanada            | 4:09,42 | PB    |
| 11.     | 2    | Dominique Scott     | Południowa Afryka | 4:09,80 |       |
| 12.     | 1    | Marta Pérez         | Hiszpania         | 4:09,90 |       |
| 13.     | 1    | Gabriela Stafford   | Kanada            | 4:09,94 | PB    |
| 14.     | 3    | Dawit Seyaum        | Etiopia           | 4:10,20 |       |
| 15.     | 3    | Linn Nilsson        | Szwecja           | 4:10,36 |       |
| 16.     | 1    | Diana Sujew         | Niemcy            | 4:10,64 |       |
| 17.     | 1    | Luiza Gega          | Albania           | 4:10,65 |       |
| 18.     | 3    | Ciara Mageean       | Irlandia          | 4:11,81 |       |
| 19.     | 2    | Hanna Klein         | Niemcy            | 4:12,11 |       |
| 20.     | 2    | Eilish McColgan     | Wielka Brytania   | 4:13,32 |       |
| 21.     | 1    | Simona Vrzalová     | Czechy            | 4:14,11 |       |
| 22.     | 2    | Malika Akkawi       | Maroko            | 4:15,09 |       |
| 23.     | 3    | Aníta Hinriksdóttir | Islandia          | 4:15,73 |       |
| 24.     | 2    | Meraf Bahta         | Szwecja           | 4:22,40 | qR    |
| 25.     | 2    | Claudia Bobocea     | Rumunia           | 4:24,60 |       |
| 26 !    | 1    | Eliane Saholinirina | Madagaskar        | DNF     |       |

### Finał
Źródło: IAAF
| Pozycja | Zawodniczka        | Reprezentacja     | Czas    | Uwagi |
| ------- | ------------------ | ----------------- | ------- | ----- |
| 01 !    | Genzebe Dibaba     | Etiopia           | 4:05,27 |       |
| 02 !    | Laura Muir         | Wielka Brytania   | 4:06,23 |       |
| 03 !    | Sifan Hassan       | Holandia          | 4:07,26 |       |
| 4.      | Shelby Houlihan    | Stany Zjednoczone | 4:11,93 |       |
| 5.      | Winny Chebet       | Kenia             | 4:12,08 |       |
| 6.      | Aisha Praught Leer | Jamajka           | 4:12,86 |       |
| 7.      | Beatrice Chepkoech | Kenia             | 4:13,59 |       |
| 8.      | Rababe Arafi       | Maroko            | 4:14,94 |       |
| 9.      | Colleen Quigley    | Stany Zjednoczone | 4:15,97 |       |
| 10.     | Meraf Bahta        | Szwecja           | 4:23,05 |       |